# سهل غارايازي
سهل غارايازي أو سهوب غارايازي هو سهل يقع بين سهل غازانجول ونهر كورا في منطقة غازاخ في أذربيجان.

## معلومات عامة

### أسماء المواقع الجغرافية
اسم سهل غرايازي مُشتق من مزيج من الكلمة التركية القديمة "يازي" والتي تعني "صحراء، أو سهل واسع" وكلمة "غارا" من اللغة الأذرية الحديثة والتي تعني "أسود". في أراضي أذربيجان، تعتبر الأسماء الجغرافية التي تحتوي على جزيئات "يازي" أكثر شيوعًا. على سبيل المثال: أجيازي، أجكايازي، وغيرها.

### الجغرافيا
تبلغ مساحتها 421 كم 2، وتمتد إلى أراضي جمهورية جورجيا في الغرب. سهل غارايازي واسع (12-16 كم) في الغرب، ويضيق تدريجيًا (1-2 كم) في الشرق، ويدخل الإسفين بين نهر كورا وخط أورتاغاش-كويروجينشي.
المياه الجوفية هنا ليست عميقة جدًا. وتظهر على شكل ينابيع مياه سوداء. تتمتع هذه المياه بمعدل تدفق مرتفع ويمكن استخدامها في مناطق معينة من المزرعة (الزراعة وتربية الماشية).
تتكون التربة الكستنائية بشكل أساسي من نباتات السهوب الجافة المتطورة (الحبوب والأعشاب المختلفة وتكوينات الشيح). على ضفاف نهر كورا، تنتشر غابات توجاي فوق تربة طميية رطبة من نوع توجاي وتربة طميية مرج بعرض يتراوح بين 2-6 كم. نتيجة للري الاصطناعي، تطورت زراعة الحبوب وزراعة القطن والبستنة على نطاق واسع في سهل غارايازي.
داخل سهل غارايازي، هناك منطقتان فرعيتان منفصلتان: منطقتي غارايازي وكورشالي الفرعيتين لغابات التوغاي.

### المناخ
مناخ سهل غارايازي هو مناخ شبه استوائي جاف، يتميز بصيف حار وشتاء معتدل. متوسط درجة الحرارة السنوية هي 9-120 درجة مئوية. يبلغ متوسط هطول الأمطار السنوي 350-400 ملم، ويسقط معظمها في الربيع والخريف.

## طالع أيضًا
- سهل غوسار[الإنجليزية]

- سهل مغان
- محمية غارا ياز الحكومية[الإنجليزية]